# ولینگتون آموریم
ولینگتون گونزالوس آموریم (به پرتغالی: Wellington Gonçalves Amorim) مهاجم اهل برزیل است که در شهر بلو هوریزونته و در تاریخ ۲۳ ژانویهٔ ۱۹۷۷ به دنیا آمده‌است.
ولینگتون گونزالوس آموریم در تیم‌های فوتبال Villa Nova سابقهٔ حضور دارد.